# 三社町
三社町（さんじゃまち）は、石川県金沢市の町名。丁目を持たない単独町名であり、全域で住居表示実施済み。郵便番号は920-0861。

## 概要
IRいしかわ鉄道線線路沿いにある住宅街である。金沢駅から徒歩圏内にあり、町内には金沢中央郵便局や金沢科学技術大学校などがある。地域の祭が行われる豊田白山神社は少なくとも300年以上の歴史を持つ。

## 歴史
この地域は旧石川郡戸阪郷三社村と呼ばれていた。氏神三社の宮があったのでこの名になった。江戸時代（加賀藩政時代）は武家屋敷や町家が混在した町であった。

### 沿革
- 1965年（昭和40年）9月1日 - 住居表示実施により、三社町・三社宮ノ前・三社宮ノ後・三社川岸の全部と長土塀五番丁・長土塀六番丁・古道一番丁・古道二番丁・三社五十人町三番丁・三社垣根町・蔦町・藺田町・大豆田町・福富町・三社山田町の各一部をもって成立[4]。

## 交通

### バス
- 北鉄金沢バス 鳴和・増泉線　三社バス停

## 世帯数と人口
| 町丁目名 | 男性  | 女性  | 総数  | 世帯数  |
| -------- | ----- | ----- | ----- | ------- |
| 三社町   | 238人 | 268人 | 506人 | 258世帯 |

## 教育
- 金沢科学技術大学校。
- 北陸ビジネスアカデミー（2005年3月廃校）。

## 小・中学校の学区
市立小・中学校に通う場合、学区は以下のとおりとなる。
| 番・番地等 | 小学校             | 中学校             |
| ---------- | ------------------ | ------------------ |
| 全域       | 金沢市立中央小学校 | 金沢市立長町中学校 |